# Kanton Lechenich
Der Kanton Lechenich war einer der zehn Kantone im Arrondissement de Cologne im Département de la Roer (Rurdepartement). Die Kantone Köln, Bergheim, Brühl, Dormagen, Elsen, Jülich, Kerpen, Lechenich, Weiden und Zülpich, die von 1798 bis 1814 bestanden, waren durch die von Kommissar François Joseph Rudler nach dem Frieden von Campo Formio 1797 durchgeführte Verwaltungsreform in den annektierten Territorien entstanden, die das linksrheinische Gebiet nach französischem Vorbild in Départements und Kantone einteilte.

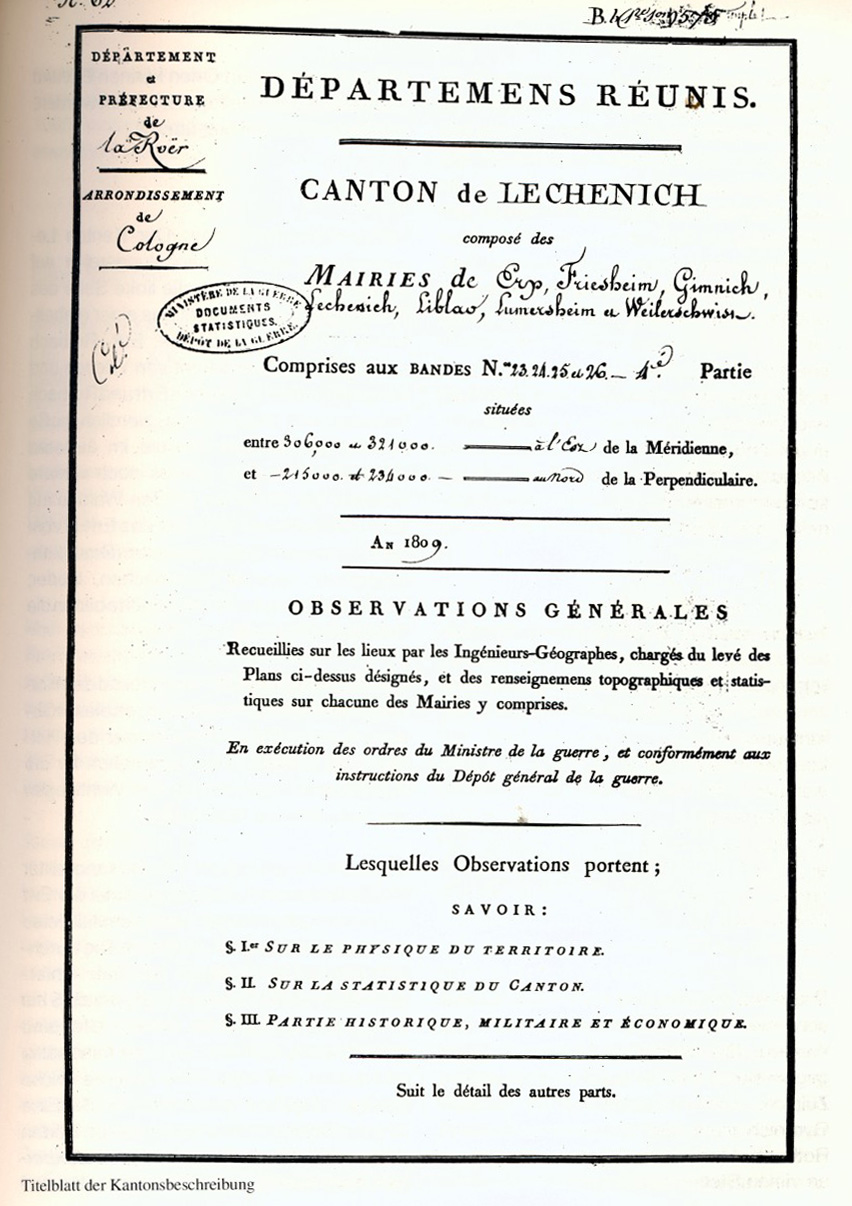
Lechenich 1809, Titelblatt der Kantonsbeschreibung

## Geschichte
Mit der Inbesitznahme durch die französische Armee im Herbst 1794 begannen für Stadt und Amt Lechenich tiefgreifende Veränderungen, die sich in den folgenden Jahren fortsetzten. Die jahrhundertelange kurfürstliche Herrschaft, die das Leben bis dahin geprägt hatte, bestand nicht mehr.
Den Beginn einer neuen Zeit hatte die Mehrheit der Bevölkerung noch nicht wahrgenommen. Sie lebte wie es seit Jahrhunderten üblich war. Auch die Verwaltung verharrte auf überkommenen Rechten und Gepflogenheiten. Nun war ein Rückstand von 150 Jahren aufzuholen.

## Die Verwaltungsstruktur

### Verwaltungen in der Besetzungszeit
Im November 1794 wurde für die besetzten linksrheinischen Gebiete eine Zentralverwaltung mit Sitz in Aachen eingerichtet. Das Gebiet wurde zunächst in sieben Arrondissements, diese im Dezember in Kantone und die Kantone wiederum in Munizipalitäten eingeteilt.
In den folgenden Jahren wurden Änderungen der Verwaltung und der Einteilung der Verwaltungsbezirke vorgenommen, 1796 erfolgte die Einteilung in sechs Arrondissements, 1797 die Einteilung der Arrondissements in Großämter (Baillages). Der größte Teil des ehemaligen kurkölnischen Amtes Lechenich gehörte als Munizipalität bis 1797 zum Kanton, bis zur Rudlerschen Reform zur Baillage Rheinbach im Arrondissement Köln mit Verwaltungssitz in Bonn.
Parallel mit dieser Verwaltungsreform wurde eine erste Justizreform durchgeführt, bei der die Vielzahl der bis zum Einmarsch der französischen Armee bestehenden Gerichte aufgehoben wurde. Nach der Reform, die im Juni 1795 in Kraft trat, erhielt Lechenich als Hauptort der Munizipalität neben Rheinbach ein Friedensgericht für kleine Rechtsfälle.
Als Zahlungsmittel wurden die Assignaten, ein Papiergeld, eingeführt, das im Übermaß ohne entsprechende Gegenwerte gedruckt, stark an Wert verloren hatte. Das Geld wurde 1797 aus dem Verkehr gezogen und durch Franc und Centime ersetzt.
Wie in anderen Aufmarschgebieten der französischen Truppen wurde auch in der Munizipalität Lechenich auf Befehl des Kriegskommissars Pigeon von Februar bis Oktober 1795 auf Schloss Gracht ein Lazarett eingerichtet. In den Jahren 1794 bis 1797 war die Bevölkerung der besetzten Gebiete nicht nur durch Einquartierung stark belastet, sondern die französische Regierung forderte auch zur Versorgung ihrer Armee von den Einwohnern der besetzten Gebiete Kontributionen, Hand- und Spanndienste sowie Fouragelieferungen. Diese konnten von den Einwohnern der Munizipalität Lechenich wegen Hochwasserschäden oder Missernten oft nicht aufgebracht werden.

### Die Präsidialverwaltung
Bei der von der französischen Regierung durch Kommissar François Joseph Rudler 1798 durchgeführten Verwaltungsreform wurde die Vielzahl der alten Territorien und Herrschaften beseitigt. Das linksrheinische Gebiet wurde zu einer territorialen Einheit, bestehend aus vier Departements, mit einer einheitlichen Verwaltung aus einem fünfköpfigen Direktorium mit einem Präsidenten an der Spitze. Die untere Verwaltungsebene bildeten die Kantone mit ihren Munizipalitäten, die sich aus der Munizipalverwaltung bzw. den Munizipalagenten der zugehörigen Gemeinden zusammensetzte. Jede Gemeinde erhielt einen Munizipalagenten und einen Adjoint als Vertreter. Alle Agenten eines Kantons bildeten die Kantonsmunizipalität, die aus ihrer Mitte einen Präsidenten wählte. Lechenich war der Hauptort des gleichnamigen Kantons, zu dem über 40 Orte und Gehöfte gehörten. Als Hauptort blieb Lechenich Sitz eines Friedengerichtes.
Nach der Aufhebung aller feudalen Rechte 1798 bestand die alte ständische Gliederung der Gesellschaft nicht mehr. Für alle Bürger (Citoyen) galten die gleichen Gesetze. Die 1798 eingeführte Gewerbefreiheit ermöglichte es den Gewerbetreibenden des Kantons, nach Erwerb eines gebührenpflichtigen Gewerbescheins ihren Beruf ohne Einschränkungen auszuüben.
Die französische Regierung war entschlossen, die linksrheinischen Gebiete in das französische Staatsgebiet einzugliedern. Auf Veranlassung der Behörden wurden daher 1798 Reunionszirkel gebildet, die den offiziellen baldigen Anschluss an Frankreich anstrebten. In Lechenich gründete sich nach Kölner Vorbild eine Réunionsgesellschaft, die am 10. April an die Öffentlichkeit trat. An diesem Tage wurde in Lechenich auch ein Freiheitsbaum gepflanzt. Die Reunionsadressen, 38 Unterschriften, wurden auf Veranlassung des Brühler Kommissars Franz Biergans zusammen mit den Brühler Adressen an Kommissar Rudler geschickt.
Die Bevölkerung der Departements sollte auch durch die Sprache in den französischen Staat integriert werden. Dazu erließ Rudler 1798 eine Verordnung, die die französische Sprache als alleinige Amtssprache vorschrieb. Französisch blieb jedoch auf die amtlichen Dokumente beschränkt, da in den Orten der Kantone eine Vermittlung des Französischen ohne Schulpflicht und ohne qualifizierte Lehrer nicht möglich war.
Eine weitere von Rudler 1798 eingeführte Neuerung war der französische Revolutionskalender mit einer neuen Zeitrechnung. Sie war Ausdruck der Abkehr von der alten religiösen Ordnung, die bisher das Leben der Menschen bestimmt hatte. Der neue Kalender, der am 22. September 1792 begann, fand in der Bevölkerung wenig Resonanz. Zum Beginn des Jahres 1806 wurde er abgeschafft und der christliche Kalender wieder eingeführt.

### Die Präfektur

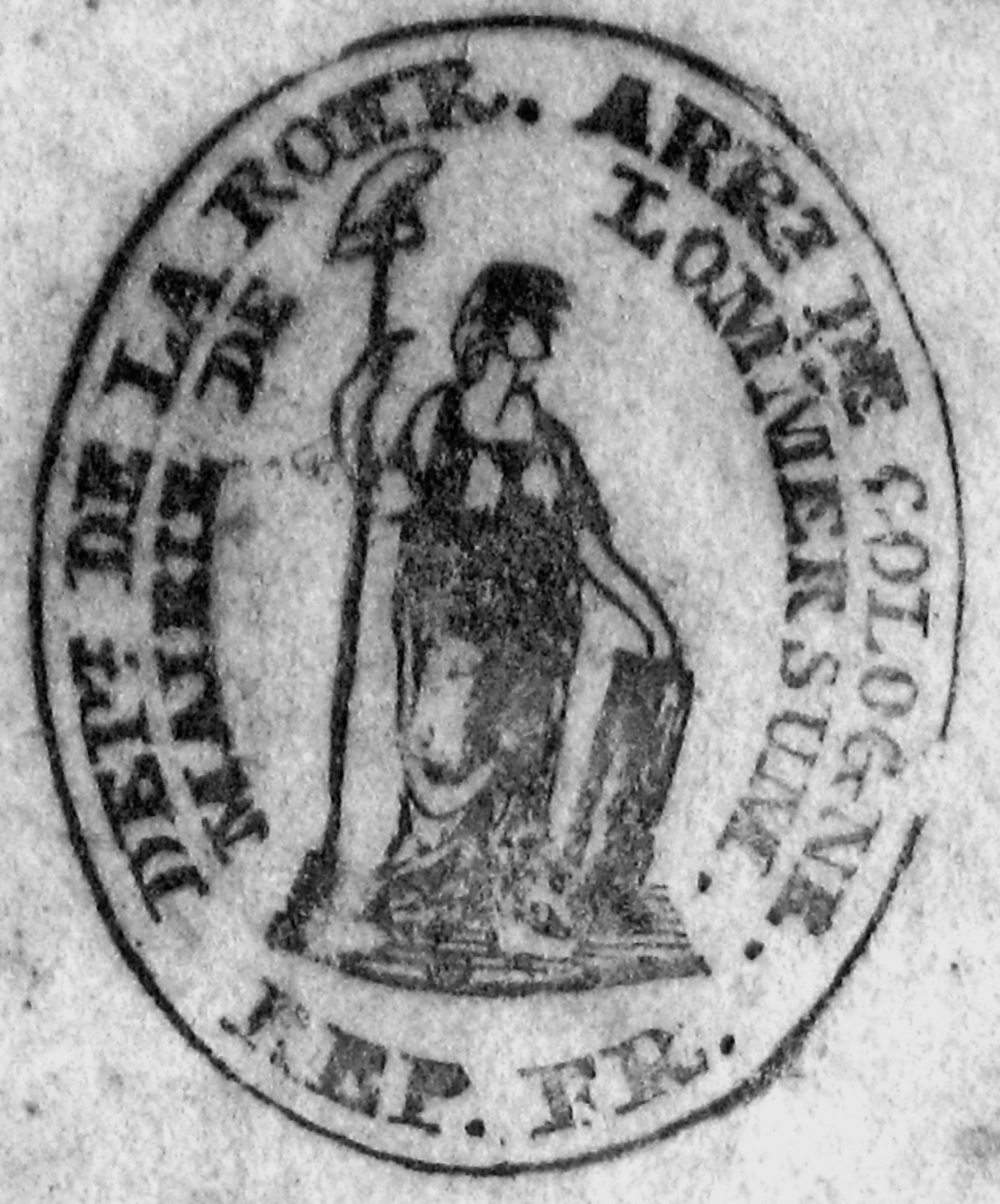
Siegelstempel der „Mairie de Lommersum“

Bei der durch die Konsularregierung unter Napoleon Bonaparte vom 17. Februar 1800 eingeführten Präfekturverfassung mit einem dreistufigen Aufbau der Verwaltung, die am 26. Mai 1800 auch in den linksrheinischen Gebieten eingeführt wurde, verlor der Kanton Lechenich wie alle Kantone seine Funktion als Verwaltungsstelle der in ihr liegenden Kommunen.
Die vier Départements blieben bestehen, wurden aber in Arrondissements unterteilt. An der Spitze eines Départements stand ein Präfekt, das Arrondissement als Mittelinstanz leitete ein Unterpräfekt, auf der unteren Verwaltungsebene übernahmen Mairien (dt. Bürgermeistereien), in denen mehrere kleine Gemeinden zusammengefasst waren, Verwaltungsaufgaben. Köln wurde zum Verwaltungssitz des Arrondissements Köln.
Die Mairien erhielten einen dem Unterpräfekten unterstellten Maire (dt. Bürgermeister). Der Maire, dem ein Adjoint (dt. Beigeordneter) zur Seite stand, verwaltete die Mairie nach den ihm von Unterpräfekten und Präfekten erteilten Weisungen. Für die Erstellung der Haushaltspläne und Rechnungsprüfung wurde ihm ein Conseil municipal (Gemeinderat) beigegeben, der einmal im Jahre tagte. Die Haushaltspläne mussten dem Unterpräfekten vorgelegt und genehmigt werden. Zu der weiteren dienstlichen Tätigkeit des Maires gehörte die Führung der 1798 eingeführten Zivilstandsregister.
Zum Kanton Lechenich gehörten sieben Mairien, die sich jeweils aus mehreren Gemeinden zusammensetzten. Es waren die Mairien: Erp, Friesheim, Gymnich, Lechenich, Liblar, Lommersum und Weilerswist. Lechenich, das seine Stadtrechte verlor, bildete zusammen mit den Orten Ahrem, Blessem, Konradsheim, Herrig und Meller eine Mairie.
Die Steuern wurden nach dem französischen Steuersystem eingezogen. Im Kanton Lechenich waren fünf Steuereinnehmer tätig. Die Gelder flossen in die Kasse des Bezirkseinnehmers des Arrondissements Köln. Dorthin gingen auch die vom Einnehmer der Domänenverwaltung in Brühl erhobenen indirekten Abgaben.

## Eingliederung in den französischen Staat
Die Zugehörigkeit der linksrheinischen Gebiete zum französischen Staat wurde durch den Frieden von Lunéville am 9. März 1801 rechtskräftig. Die rheinischen Départements wurden am 23. September 1802 mit den alten französischen Départements gleichgestellt.
| Mairie      | Einwohnerzahlen von 1801 | Einwohnerzahlen von 1801 | Einwohnerzahlen von 1801 |                |
| Mairie      | Orte, Weiler und Gehöfte | Häuser                   | Einwohner 1801           | Einwohner 1809 |
| ----------- | --- | ------------------------ | ------------------------ | -------------- |
| Erp         | Erp (768), Pingsheim (320) und Dorweiler (132) | 340                      | 1220                     | 1319           |
| Friesheim   | Friesheim (919), Hover Hof (6), Borr (223), Scheuren (34), Niederberg (196)                                                                               | ?                        | 1278                     | 1346           |
| Gymnich     | Gymnich (1181), Burg (12), Hof Ving (11), Dirmerzheim (518)                                                                                               | 370                      | 1722                     | 1873           |
| Lechenich   | Lechenich (1091), Hof Frauenthal (11), Ahrem (324), Blessem (188), Konradsheim (84), Herrig (108), Meller (22)                                            | 370                      | 1828                     | 2057           |
| Liblar      | Liblar (543), Gracht (20), Köttingen (119), Bliesheim (604) Buschfeld (32), Kierdorf (131) Roggendorf (145), Höfgen (10), Zieselsmaar (13), Schildgen (6) | 290                      | 1623                     | 1552           |
| Lommersum   | Lommersum (705), Bodenheim (80), Derkum (96), Hausweiler(136), Ottenheim (23), Schneppenheim (35)                                                         | ?                        | 1075                     | 1064           |
| Weilerswist | Weilerswist (469), Kühlseggen (14), Swisterhof (8), Großvernich (339), Kleinvernich (223), Horchheim (12), Metternich (355)                               | ?                        | 1400                     | 1588           |
| Total       | Französische Statistik 1801 |                          | 10146                    | 10799          |

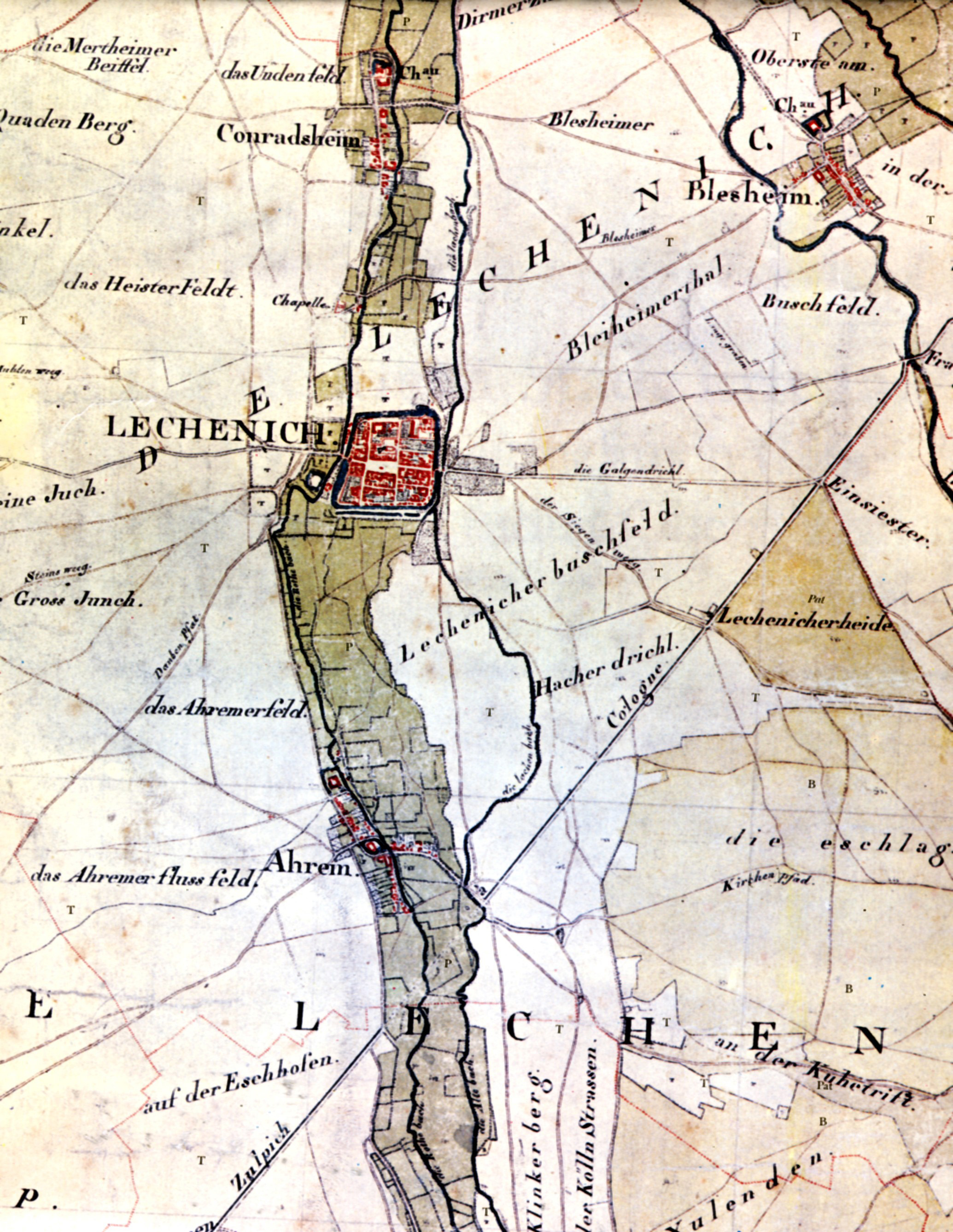
Tranchot-Kartenausschnitt des Kantons Lechenich

In dem in Aachen 1801 eingerichteten topografischen Büro begann der Leiter des Büros, der Geodät Jean Joseph Tranchot, zugleich mit der geographischen Landesaufnahme mit einer Statistik der aufgenommenen Kantone, die in statistischen Heften aufgezeichnet wurden. 1807 ging die Redaktion der statistischen Hefte an den Schwadronschef der Ingenieurgeografen Etienne Nicolas Rousseau über, der die Angaben der für den Kanton Lechenich zuständigen Ingenieurgeografen zusammengestellte, redigierte und unterzeichnete.

### Strukturelle Maßnahmen und Pläne der Verwaltung
Straßenbau
Als vordringliche Aufgabe führte die Kantonsverwaltung die Instandsetzung der innerörtlichen unbefestigten Wege und der Landstraßen durch. So wurden erste Reparaturen an der von Aachen nach Bonn führenden Straße 3. Klasse bereits 1799 an deren Abschnitt zwischen Liblar und Lechenich an der Erftbrücke durchgeführt. Weitere Verbesserungen durch Reparaturen folgten 1807 und 1809–1813, wobei die Arbeitskräfte durch die Gemeinden Liblar, Lechenich und Erp zu stellen waren.
Kartografie des Gebietes
Eine weitere positive Maßnahme war die Vermessung der neuen Départements nach dem metrischen System. Die kartografischen Aufnahmen der Gebiete, deren topografische Beschreibung militärischen Zwecken diente, erbrachten aber auch eine fundierte Gebietsaufnahme, die zur besseren Erkenntnis der wirtschaftlichen Möglichkeiten in den Kantonen herangezogen werden konnten.
Agrarwirtschaft
Der Kanton Lechenich erreichte in seiner Nord-Süd-Ausdehnung eine Länge von 18 Kilometern und von Osten nach Westen eine Breite, die 14 Kilometer betrug. Er war überwiegend agrarisch geprägt, jedoch war die Art der Bewirtschaftung mit der noch immer betriebene Dreifelderwirtschaft wenig effektiv und als einzige Neuerung war der Kartoffelanbau aufgekommen.
Pläne zur Verbesserungen der Erträge in der Landwirtschaft durch stärkere Düngung mit Mist und in der Viehzucht, insbesondere der Pferdezucht, der Rinderzucht und der Schafzucht durch Kreuzungen mit anderen Rassen sowie die Züchtung von Merinoschafen gelangen in der kurzen Zeitspanne bis 1814 nicht.
Kleinindustrie
Außer einem kleineren Abbau von Braunkohle in Liblar, der im Besitz der Domänenverwaltung oder im Privatbesitz war, verfügte der Kanton Lechenich über keine industriellen Einrichtungen.
Auch in dem 1810 für den Kanton Lechenich angelegten Kataster, in dem erstmals alle Grundstücke mit Angaben der Besitzer verzeichnet und beschrieben wurden, waren keine weiteren industriellen Anlagen angeführt.
Wasserwirtschaft
Eine häufigsten Krankheiten waren Sumpffieber und Schüttelfrost, hervorgerufen durch die Sümpfe an der Erft. Eine geplante Trockenlegung der Sümpfe zur Beseitigung der Brutstätten der Anophelesmücke wurde wegen der Größe der Fläche zurückgestellt, lediglich die versumpften Flächen an dem stark mäandernden Bleibach (heute Rotbach genannt) konnten durch die Bachregulierung zwischen Niederberg und der Mündung in die Erft zwischen Dirmerzheim und Gymnich beseitigt werden.
Obwohl die Gefährlichkeit des bleihaltigen Wassers des Rotbaches, aus dem viele Brunnen in den Orten gespeist wurden, bekannt war, wurde nur eine Reinigung des Rotbaches vorgenommen, die keine Verbesserung der Wasserqualität bringen konnte.
Gesundheitsfürsorge
Für die medizinische Versorgung des Kantons waren zwei in Lechenich wohnende Ärzte (ein Arzt und ein Wundarzt), ein ebenfalls in Lechenich wohnender Apotheker sowie zwei Hebammen in Lechenich und Friesheim zuständig.
Im Gesundheitswesen zeigte die 1804 eingeführte Pockenschutzimpfung schon Erfolge.
Anstelle der früheren Armenfürsorge durch die Kirche übernahm das 1803 in Lechenich für den Kanton eingerichtete  Zentralwohltätigkeitsbüro, das von einem Arzt und vom Maire bestimmtem angesehenen Bürgern betreut wurde, diese Aufgabe.
Bildungswesen
Im Kanton Lechenich veränderten sich die Schulverhältnisse nur geringfügig. Nach dem Schulgesetz von 1802 wurde der Unterhalt der Primärschulen den Gemeinden übertragen, die diese wegen ihrer großen Verschuldung nicht einrichten konnten. Da die Reform von der Regierung nicht energisch verfolgt wurde, blieben die Winkelschulen weiter bestehen.
Eine vom Gouverneur Sack, dem Leiter des Gouvernements Nieder- und Mittelrhein im August 1814 durchgeführte Befragung zur Schulsituation ergab, dass in fast allen Orten des Kantons keine ausgebildeten Lehrer angestellt waren, obwohl seit 1808 an der für das Roerdepartement eingerichteten Akademie in Lüttich Lehrer ausgebildet wurden. Stattdessen unterrichteten die alten Küsterlehrer aus kurfürstlicher Zeit oder sie waren durch altersbedingt nachrückende Küster in dieser Funktion ersetzt worden. Der Unterricht fand in zumeist kleinen Schulgebäuden, in der Wohnung des Küsterlehrers oder in anderen Privathäusern statt. Wegen fehlender Schulpflicht besuchte von etwa 100 schulfähigen Kindern in den Dörfern des Kantons ungefähr ein Drittel den in den Wintermonaten stattfindenden Schulunterricht.
Im Gegensatz zu den kleineren Orten des Kantons bestand in Hauptort Lechenich eine Primärschule, an der seit 1812 ein in Lüttich ausgebildeter Lehrer, der von einem Inspektor des Roerdepartements geprüft und ernannt worden war, unterrichtete. Der Unterricht erfolgte in dem 1738 errichteten Schulhaus am Kirchplatz, nachdem die angemieteten Räume in Franziskanerkloster seit 1802 nicht mehr zur Verfügung standen. Der Unterricht wurde ganzjährig erteilt. Von den 393 schulfähigen Kindern der Mairie Lechenich besuchten in den Sommermonaten etwa 10 % den Unterricht, im Winter waren es wesentlich mehr. Der Lehrer unterrichtete die Jungen vormittags und frühnachmittags, die Mädchen spätnachmittags in den Fächern Religion, Deutsch, Französisch, Rechnen und Kirchengesang. Das jährliche Einkommen des Lehrers bestand aus dem Schulgeld von etwa 350 Franc, dazu erhielt er als Deputatlohn sechs Malter Roggen und vier Malter Weizen.
Neben der öffentlichen Schule gab es eine private Schuleinrichtung, die der Offermann in seiner von der Gemeinde gestellten Wohnung unterhielt. Die Anzahl der Schüler war ähnlich der öffentlichen Schule, allerdings war das Schulgeld geringer und der Unterricht nicht auf dem Niveau der öffentlichen Schule.
Die seit 1783 von den Franziskanerpatres geleitete Lateinschule im Kloster wurde nach der Aufhebung des Konvents nicht weiter geführt. Die vorgetragenen Bedenken des Maires Kiel zur finanziellen Lage der Gemeinde verhinderten eine Übernahme der Klostergebäude als öffentliche Schule (Primärschule) Lechenichs. Nach dem Verkauf der Liegenschaft bot sich in späterer Zeit keine weitere Möglichkeit, die Gebäude zu Schulzwecken erwerben zu können.

## Die Neuordnung der Justiz
Parallel zur Neuordnung der Verwaltung erfolgte 1798 die Organisation der Gerichtsverfassung. Der Kanton Lechenich verfügte über ein Friedensgericht mit Sitz in Lechenich für kleine Zivil- und Strafrechtssachen, die vor einem Friedensrichter mit zwei Beisitzern und einem Gerichtsschreiber verhandelt wurden. Ein Gerichtsbote überbrachte Vorladungen oder Beschlüsse in die zum Kanton Lechenich gehörenden Orte. Nach der von Napoléon 1800 eingeführten Verfassung entsprachen die Gerichtsbezirke unterster Instanz den Grenzen der Kantone. Als Hauptort blieb Lechenich Sitz eines Friedengerichtes. Der Richter unterstand dem in Köln eingerichteten Tribunal Erster Instanz, das für größere Streitfragen und Strafsachen sowie für Berufungen zuständig war.
Durch das 1798 neugeschaffene Öffentliche Notariat waren in Lechenich öffentliche Notare für die Beurkundung von Rechtsgeschäften tätig. 1798 wurde Joseph Lievenbruck ernannt, 1807 folgte als zweiter Notar in Lechenich der von Napoleon ernannte Johann Wilhelm Bendermacher.
Die neue Rechtsordnung wurde im französischen Kaiserreich abgeschlossen durch die Einführung der „Cinq codes“ zwischen 1804 und 1811, von denen der Code civil oder Code Napoléon (bürgerliches Recht) der bekannteste wurde. Im Rheinland galt dieses Recht auch nach dem Abzug der Franzosen als „Rheinisches Recht“ bis zur Einführung des Bürgerlichen Gesetzbuches am 1. Januar 1900. und das „Rheinische Notariat“ gilt noch bis heute.
Die im Kanton lebenden Juden waren durch die französischen Gesetze den anderen Bürgern gleichgestellt worden. Sie mussten jedoch seit 1808 nach einer Verfügung Napoléons feste Vor- und Familiennamen annehmen, um bei Beurkundungen von Geburten, Heiraten und Todesfällen benannt werden zu können.
Als Bürger des französischen Staates dienten junge Männer des Kantons in der Armee Napoleons. Nach dem französischen Konskriptionssystem konnten sich die ausgehobenen Rekruten durch Stellung eines Ersatzmannes vom Militärdienst befreien, was nur den finanziell besser Gestellten möglich war. Am Feldzug Napoleons gegen Russland 1812 nahmen auch junge Männer des Kantons Lechenich teil, von denen viele auf dem Rückmarsch ihr Leben verloren.

## Die Gendarmerie
Zur Aufrechterhaltung der öffentlichen Ruhe, Ordnung und Sicherheit wurde die dem Militär unterstellte Gendarmerie eingesetzt. Im Arrondissement Köln verteilten sich die Gendarmerieeinheiten auf Standorte, in denen geeignete Gebäude als Kasernen zur Verfügung standen.
In Lechenich war im ehemaligen Husarenquartier ein solches Gebäude vorhanden. Dort wurde eine Gendarmeriebrigarde (ein Zug) stationiert, die der Leutnantsstelle zu Köln und der Rurkompanie unterstellt war.
Für das Löschung von Bränden wurden in den Gemeinden Pompiers (Feuerwehr) eingesetzt.

## Die Neuordnung der kirchlichen Verhältnisse

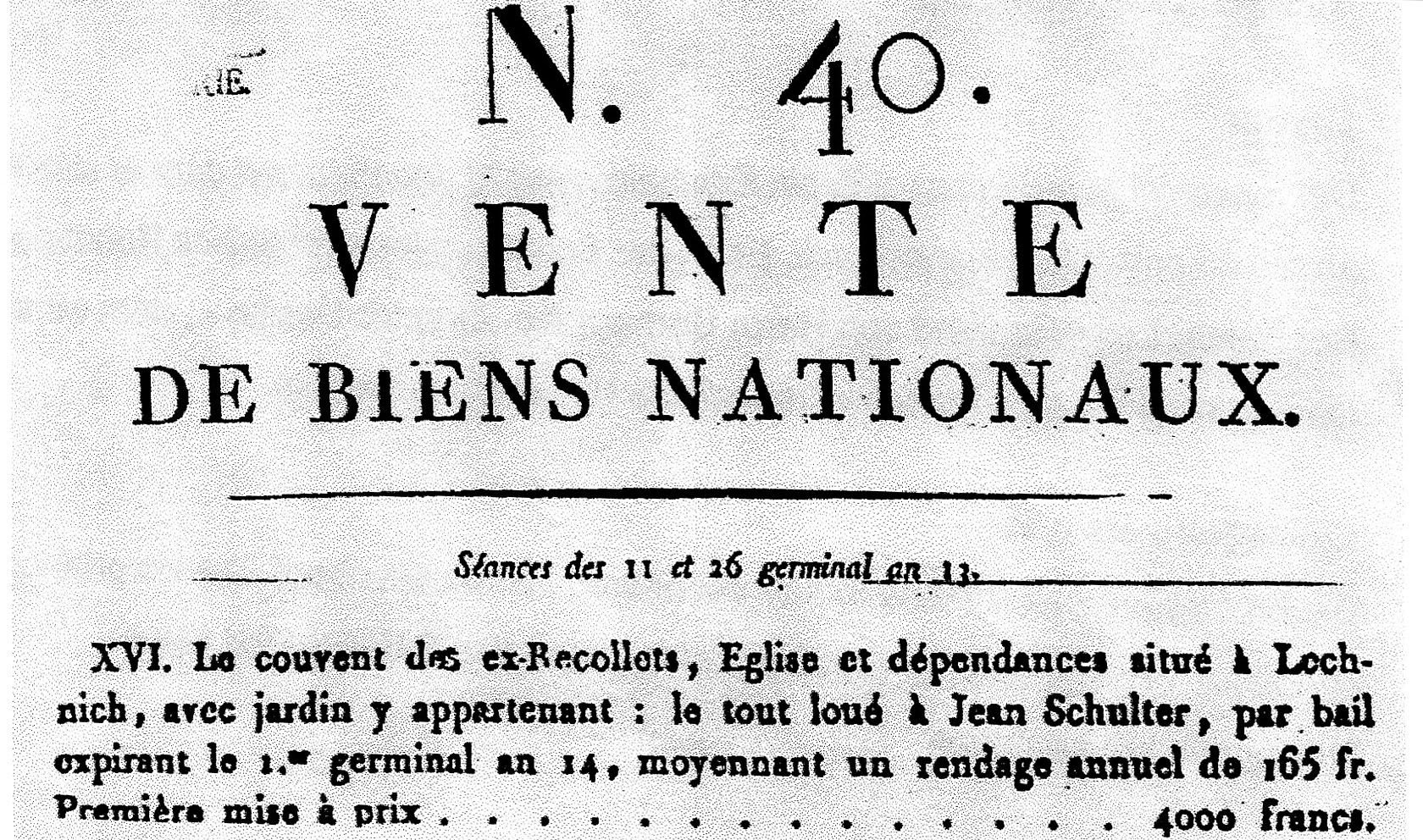
Verkauf des Franziskanerklosters 1805

Nach dem 1801 abgeschlossenen Konkordat zwischen Napoléon Bonaparte und Papst Pius VII., das die französische Regierung ermächtigte, die kirchlichen Verhältnisse in Frankreich neu zu ordnen sowie die geistlichen Institutionen aufzuheben und ihr Vermögen zu verstaatlichen, erfolgte Ende November 1801 eine Neuorganisation der Bistümer mit der Schaffung des Bistums Aachen und einer Neueinteilung der Pfarreien im Département de la Roer, die 1803 vollendet war.
Da sich kirchliche und staatliche Verwaltungsgrenzen entsprachen, erhielt jeder Friedensgerichtsbezirk (Kanton) eine Kantonalpfarrei am Sitz des Friedensgerichtes, die übrigen Pfarreien im Kanton wurden Hilfspfarreien. Die Patronatsrechte und Zehntrechte entfielen. Die Pfarrer wurden vom Staat besoldet, die Hilfspfarrer zunächst von der Gemeinde, ab 1807 auch durch den Staat.
Im Kanton Lechenich war St. Kilian Kantonalpfarrei und wurde von einem Oberpfarrer geleitet, die übrigen Pfarreien waren mit Hilfspfarrern besetzt. Der erste Oberpfarrer Johann Kilian Kiel war ein ehemaliger Kanoniker von St. Aposteln in Köln.
1798 waren schon die 1796 beschlagnahmten kirchlichen Güter, deren Einkünfte der Domänenkasse zuflossen, zum Nationaleigentum erklärt worden. Am 9. Juli 1802 wurde dann durch das Säkularisationsgesetz die Säkularisation in den linksrheinischen Departements durchgeführt. Ausgenommen von der Aufhebung waren außer den errichteten Bistümern und Pfarreien auch Krankenpflegeorden und Schulorden. Im Kanton Lechenich wurden etwa 2000 Hektar Grundbesitz und 40 Höfe der Klöster und Stifte enteignet. Die beschlagnahmten Güter wurden, sofern sie nicht Staatseigentum blieben, in den folgenden Jahren zur Aufbesserung der Finanzen des französischen Staates in Aachen meistbietend versteigert. In Lechenich wurden 1805 sowohl das Schloss mit allem Zubehör sowie weitere kurfürstliche Besitzungen, darunter die Turffgruben in Liblar als auch das Gebäude und die Kirche des aufgehobenen Franziskanerklosters versteigert, die Kirche und ein Teil der Gebäude anschließend abgerissen.

## Vom Kanton Lechenich zur Stadt Erftstadt
Nach dem gescheiterten Feldzug Napoléons gegen Russland 1812 und seiner Niederlage in der Völkerschlacht bei Leipzig 1813 zog sich der Rest der französischen Armee ins linksrheinische Gebiet zurück. Am 14. Januar 1814 verließ das Militär vor den anrückenden Alliierten den Kanton Lechenich, der am übernächsten Tag von Kosaken besetzt wurde.
Das eroberte Gebiet wurde zunächst von den verbündeten Mächten als Zentralverwaltungsdepartement unter Leitung des Freiherrn von Stein gebildet, das in Generalgouvernements, Generalgouvernement Mittelrhein und Generalgouvernement Niederrhein, unterteilt war. Zum Leiter des Generalgouvernements Niederrhein, zu dem das Roerdepartement gehörte, wurde Johann August Sack ernannt. Am 15. Juni 1814 übernahm er die Leitung des nach dem Pariser Frieden neu geschaffenen Generalgouvernements Nieder- und Mittelrhein, das der preußischen Verwaltung unterstellt war.
Nachdem auf dem Wiener Kongress 1815 das Rheinland Preußen zugesprochen wurde, erfolgte 1816 eine Neueinteilung mit der Bildung der Provinz Jülich-Kleve-Berg, der späteren (1822) Rheinprovinz. Aus den ehemaligen französischen Kantonen Lechenich und Zülpich wurde 1816 der preußische Kreis Lechenich im Regierungsbezirk Köln gebildet, der bis 1827 bestand. Nach 1827 gehörten alle ehemaligen Mairien der beiden Kantone als nunmehr Bürgermeistereien zum neugeschaffenen Kreis Euskirchen.
Bei der kommunalen Verwaltungsreform 1969 entstand aus den ehemaligen Bürgermeistereien Lommersum und Weilerswist die Gemeinde Weilerswist und aus den fünf übrigen die Stadt Erftstadt. Bei der Verwaltungsreform von 1975 wurden Pingsheim, Wissersheim und Dorweiler der Gemeinde Nörvenich zugewiesen, die Stadt Erftstadt kam zum neugeschaffenen Erftkreis.